# رولز-رویس فانتوم ۳
رولز-رویس فانتوم سه (Rolls-Royce Phantom III) خودرویی است که در سال‌های ۱۹۳۶ تا ۱۹۳۹ تولید شده‌است.
این خودرو در کلاس خودرو لوکس قرار گرفته و وزن آن در حالت طبیعی ۱٬۸۳۷ کیلوگرم (۴٬۰۵۰ پوند) است.
موتور آن ۷۳۳۸ سی‌سی سیستم جعبه‌دندهٔ آن ۴ دنده به صورت دستی است.